# William Hammond Wright
William Hammond Wright (4 de noviembre de 1871 – 16 de mayo de 1959) fue un astrónomo estadounidense, director del Observatorio Lick desde 1935 hasta 1942. Se especializó en la determinación de velocidades radiales estelares.

## Semblanza
Wright nació en San Francisco. Después de graduarse en 1893 por la Universidad de California, pasó a ser astrónomo ayudante en el Observatorio Lick. Entre 1903 y 1906 trabajó en el establecimiento de la "Estación del Sur" del observatorio en el Cerro San Cristóbal, cercano a Santiago de Chile. Tan solo en seis meses estuvo en condiciones de iniciar las observaciones desde este nuevo emplazamiento, registrando una gran serie de medidas de velocidades radiales de estrellas del cielo del hemisferio sur. En 1908 fue nombrado astrónomo titular.
Desde 1918 a 1919 permaneció en el campo de pruebas militar de Aberdeen trabajando para la sección de artillería del Ejército de los Estados Unidos. Posteriormente regresó al Observatorio Lick, donde permaneció hasta su jubilación.
Es conocido por su trabajo sobre la velocidad radial de las estrellas de nuestra galaxia, y por el diseño de su propia versión de espectrógrafo, con el que obtuvo espectros de novas y nebulosas. En 1924 realizó observaciones fotográficas de Marte en múltiples longitudes de onda. A partir de estas imágenes, concluyó que su atmósfera tiene un espesor de aproximadamente 100 km.

## Reconocimientos
- En 1928 Wright recibió la Medalla Henry Draper de la Academia Nacional de Ciencias de Estados Unidos.[2]
- En 1938 fue premiado con la Medalla de oro de la Real Sociedad Astronómica.[3]

## Eponimia
- El cráter marciano Wright.[4]
- El cráter lunar Wright[5] lleva su nombre, honor compartido con los científicos del mismo apellido Frederick Eugene Wright (1877-1953) y Thomas Wright (1711-1786).
- El planeta menor (1747) Wright lleva su nombre.[6]